# 松原町
松原町（まつばらちょう）は、かつて大阪府中河内郡にあった町。現在の松原市の南東部にあたる。本項では町制前の名称である松原村（まつばらむら）についても述べる。

## 地理
- 河川：西除川

## 歴史
- 1702年（元禄15年） - 丹北郡阿保村が東阿保村と西阿保村に分村。
- 1874年（明治7年） - 丹北郡松原村が上田村・新堂村・岡村に分村。
- 1875年（明治8年） - 丹北郡東阿保村と西阿保村が合併して再び阿保村となる。
- 1889年（明治22年）4月1日 - 町村制の施行により、丹北郡上田村・新堂村・岡村・立部村・西大塚村・阿保村・田井城村・高見村の区域をもって松原村（町村制）が発足。大字上田に村役場を設置。
- 1896年（明治29年）4月1日 - 郡の統廃合により、所属郡が中河内郡に変更。
- 1942年（昭和17年）7月1日 - 松原村が町制施行して松原町となる。
- 1955年（昭和30年）2月1日 - 中河内郡天美町・布忍村・恵我村・三宅村と合併して松原市が発足。同日松原町廃止。

## 交通

### 鉄道
- 近畿日本鉄道
  - 南大阪線
    - 高見ノ里駅 - 河内松原駅

### 道路
現在は旧町域を阪和自動車道が通過するが、当時は未開通。

## 名所・旧跡・観光スポット
- 河内大塚山古墳
- 柴籬神社
- 阿保神社